# 18 Wheels of Steel: Haulin’
18 Wheels Of Steel: Haulin’ (рус. 18 стальных колёс: Полный загруз), в дословном переводе «18 стальных колёс: Перевозка»; — компьютерная игра в жанре симулятора грузоперевозок, разработанная компанией SCS Software и изданная ValuSoft в 2006 году. Пятая игра в серии «18 Wheels of Steel». Одной из главных особенностей является доступность Канады и США, в игровом мире. Пользователям «коробочной» версии необходимо скачать патч, что вышел 11 октября 2006 года на веб-сайте SCS Software. 
В этой части добавлено много городов и создана более реалистичная графика, но Мексика убрана из этой части, как и в предыдущей итерации серии — Convoy. Тем не менее неофициальный мод позволяет добавляет Мексику обратно. Также была реализована возможность использования пользовательских саундтреков и возвращена сохранение игры во время перевозок грузов. Доступен выбор из 32 экипажей, более 45 грузов и более 47 прицепов. Игровой движок Prism3D может не реагировать на старые графические карты, в результате чего игра может «вылететь» при запуске.
Сиквелом игры стала 18 Wheels of Steel: American Long Haul, вышедшая 16 октября 2007 года.

## Грузовые автомобили
Все автомобили в игре получили вымышленные имена в качестве замены реальным, такие как Фриск, Интрепид, Металхорс, Пасифик, Кинетик, Волкано, Стормрэйдж, Виплэш. Ниже перечислены реальные названия грузовиков и в скобках — игровые названия.
- Ford Trucks CLT9000 (в игре — Frisk L9C)
- Freightliner Trucks Classic (Frisk Classic), Columbia Mid Roof (Frisk Columbia), Columbia Raised Roof (Frisk Columbia 120), Coronado (Frisk Coronado, стартовый грузовик на лёгком уровне сложности), Argosy (Forerunner Aggressor), Century Class (Forerunner 21C)
- Navistar International 8600 (Intrepid 8600), 8600 Sleeper (Intrepid 8600 Sleeper), 9200 (Intrepid 9200), 9300 Eagle (Intrepid Eagle, стартовый грузовик на среднем уровне сложности), 9400 (Intrepid 9400), 9900 (Intrepid 9900)
- Mack Trucks 613 (Metalhorse 61hc3), Vision (Metalhorse Vision)
- Peterbilt 320 (Pacific 320), 351 (Pacific 351, стартовый грузовик на сложном уровне сложности), 357 (Pacific 357), 362 (Pacific 362), 379 (Pacific 379), 385 (Pacific 385), 387 (Pacific 387)
- Kenworth K100 (Kinetic 1k1), T600 (Kinetic 600), T800 (Kinetic 800), T2000 (Kinetic 2t2), W900 (Kinetic 9w9)
- Volvo VN770 (Volcano 7NV7)
- Sterling Trucks 9513 (Stormrage S9513)
- Western Star 4900 (Whiplash 4900), 4864 (Whiplash 9004), 6900 XD (Whiplash 6900, единственный четырёхосный грузовик в игре)